# 12e cérémonie des Filmfare Awards
La douzième cérémonie des Filmfare Awards s'est déroulée en 1965 à Bombay en Inde.

## Palmarès
| Catégorie                                  | Lauréat |
| ------------------------------------------ | --- |
| Meilleur film                              | Dosti - produit par Tarachand Barjatya - réalisé par Satyen Bose - avec Sudhir Kumar, Sushil Kumar et Sanjay Khan |
| Meilleur réalisateur                       | Raj Kapoor (Sangam)                                                                                               |
| Meilleur acteur                            | Dilip Kumar (Leader)                                                                                              |
| Meilleure actrice                          | Vyjayanthimala (Sangam)                                                                                           |
| Meilleur acteur dans un second rôle        | Nana Palsikar (Shehar Aur Sapna)                                                                                  |
| Meilleure actrice dans un second rôle      | Nirupa Roy (Shehnai)                                                                                              |
| Meilleur compositeur                       | Laxmikant - Pyarelal (Dosti)                                                                                      |
| Meilleur parolier                          | Majrooh Sultanpuri pour « Chahunga Main Tujhe » (Dosti)                                                           |
| Meilleur chanteur ou chanteuse de playback | Mohammed Rafi pour « Chahunga Main Tujhe » (Dosti)                                                                |
| Meilleure histoire                         | Bani Bhatt(Dosti)                                                                                                 |
| Meilleurs dialogues                        | Govind Moonis (Dosti)                                                                                             |
| Meilleure photographie (noir & blanc)      | K.H. Kapadia (Woh Kaun Thi)                                                                                       |
| Meilleure photographie (couleur)           | Krishnarao Vashirda (Geet Gaaya Patthron Ne)                                                                      |
| Meilleure direction artistique             | G.L. Jadhav et T.K. Desai (Kohra)                                                                                 |
| Meilleur son                               | Allauddin Khan Qureshi (Sangam)                                                                                   |
| Meilleur montage                           | Raj Kapoor (Sangam)                                                                                               |